# 澳洲捲管螺
澳洲捲管螺（学名：Nihonia australis）为長裂唇螺屬下的一个海洋腹足綱軟體動物的物種。長裂唇螺屬舊屬捲管螺科，今屬東港捲管螺科（Cochlespiridae）。

## 型態描述
成螺體長 70 mm 到 95 mm，螺殼呈拉長了的紡錘形，顏色黃白，有突起的一圈圈橙棕色的肋。原螺佔 1½ -2 螺層。虹吸管溝直長，沒有牙。

## 分佈
這個海洋物種見於日本及澳大利亞的海域。

## 外部連結
- 維基物種上的相關：澳洲捲管螺
- Hardy, Eddie. . Hardy's Internet Guide to Marine Gastropods. （原始内容存档于2020-06-28） （英语）.